# 沿河トゥチャ族自治県
沿河トゥチャ族自治県（えんか-トゥチャぞく-じちけん）は中華人民共和国貴州省銅仁市に位置する自治県。

## 概要
長江右岸の支流、烏江（黔江）が県内を南から北へ流れ、県域内の長さは132 kmである。烏江沿線の3つの渓谷、夾石峡、黎芝峡、土坨峡の渓谷美は評価され、2009年に「沿河烏江山峡風景名勝区」として中華人民共和国国家級風景名勝区に認定された。
県内に全国重点文物保護単位の「黔東特区革命委員会旧址」がある。

## 行政区画
下部に4街道、17鎮、2郷を管轄する。
- 街道
  - 団結街道、和平街道、沙子街道、祐渓街道
- 鎮
  - 黒水鎮、譙家鎮、夾石鎮、淇灘鎮、官舟鎮、土地坳鎮、思渠鎮、客田鎮、洪渡鎮、中界鎮、甘渓鎮、板場鎮、泉壩鎮、中寨鎮、黄土鎮、新景鎮、塘壩鎮
- 郷
  - 暁景郷、後坪郷

## 特産品
沿河白山羊、油桐、ナンキンハゼと蜂蜜など。

## 交通

### 道路
- 高速道路
  - S25 沿榕高速道路
- 国道
  - G326国道